# الطيور المهاجرة

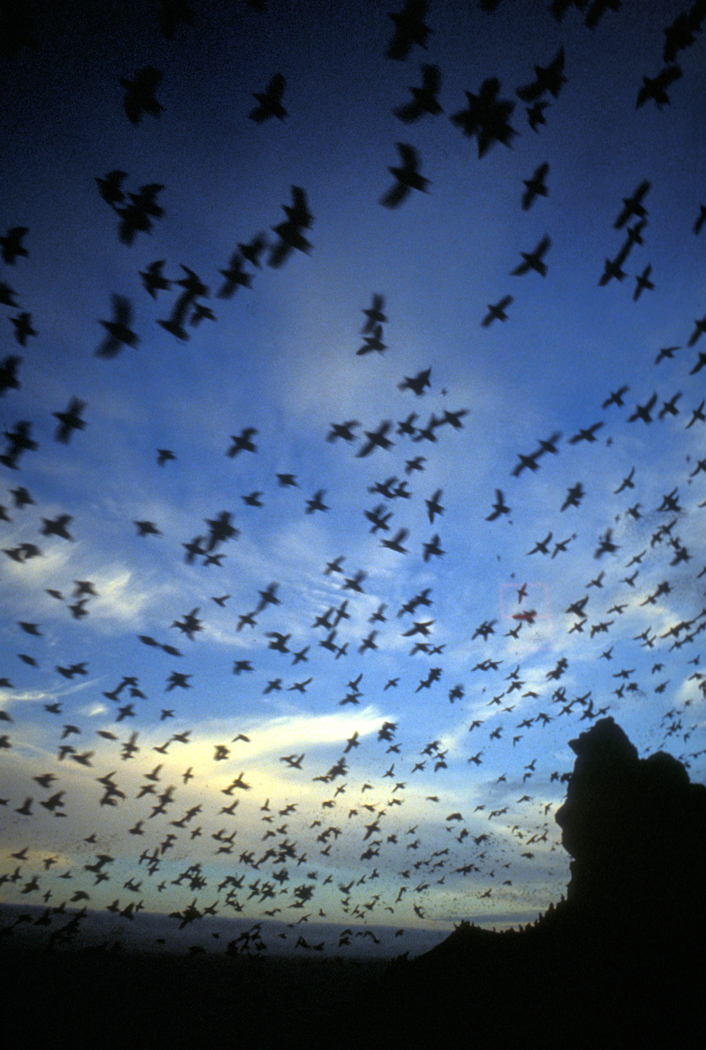
أسراب من الطيور المهاجرة تحلق في تشكيل منتظم أثناء هجرتها الموسمية.

الطيور المهاجرة هي الطيور التي تنتقل بانتظام بين مناطق التكاثر ومناطق الشتاء، عادةً على أساس موسمي. تحدث هذه الهجرة غالبًا في فصلي الربيع والخريف، وهي واحدة من أروع الظواهر في علم الأحياء، إذ تتضمن رحلات تمتد لآلاف الكيلومترات عبر القارات والبحار.

## الأسباب والدوافع
تُهاجر الطيور لأسباب رئيسية تتعلق بالنجاة والتكاثر:
- توفر الغذاء: مع تغير الفصول، تتغير وفرة الحشرات والبذور والثمار.
- المناخ المعتدل: تساعد الهجرة على تجنب البرد القارس أو الجفاف القاسي.
- النجاح التناسلي: توفر بعض المناطق ظروفًا مثالية لبناء الأعشاش وتربية الصغار.[1]

## آليات التوجيه الملاحي
تعتمد الطيور على وسائل مدهشة لتحديد مساراتها:
- الملاحة النجمية: استخدام مواقع النجوم ليلاً.
- الشمس: تتبع موقع الشمس واتجاه الظلال.
- المجال المغناطيسي للأرض: تمتلك بعض الطيور مستقبلات حساسة تسمح لها بالشعور بالاتجاهات المغناطيسية.
- المعالم الجغرافية: مثل الأنهار، والسواحل، والجبال.[1]

## مسارات الهجرة
تتبع الطيور طرقًا جوية رئيسية تُعرف باسم "الممرات الهوائية" أو "flyways"، ومن أبرزها:
- المسار الإفريقي-الأوروبي: من أوروبا إلى جنوب الصحراء الكبرى.
- المسار الآسيوي-الإفريقي: من آسيا الوسطى عبر الجزيرة العربية إلى شرق إفريقيا.
- المسار الأمريكي: يمتد من كندا وشمال أمريكا إلى أمريكا الجنوبية.[2]

## أنواع بارزة من الطيور المهاجرة
- اللقلق الأبيض: يقطع آلاف الكيلومترات من أوروبا إلى إفريقيا.[3]
- طائر القصب المطوَّل (Bar-tailed Godwit): يسجل أطول رحلة غير متوقفة في عالم الطيور.[4]
- الكركي (Whooping Crane): من الأنواع النادرة التي تُراقب هجرتها لحمايتها.
- السنونو: رمزي لهجرة الربيع، يهاجر من أفريقيا إلى أوروبا وآسيا.

## التحديات والتهديدات
- فقدان المواطن: بسبب العمران وتغير استخدام الأراضي.
- الصيد غير المشروع: في بعض نقاط التوقف أو العبور.
- العوائق الصناعية: مثل خطوط الكهرباء والمباني العالية.
- تغير المناخ: الذي يؤثر على توقيت الهجرة وتوفر الغذاء.[1]

## جهود الحماية
- اعتماد اتفاقيات دولية مثل اتفاقية بون وAEWA (الاتفاق الأفريقي-الأوروآسيوي).[2]
- تنظيم اليوم العالمي للطيور المهاجرة لتسليط الضوء على أهمية المحافظة عليها.
- مشاريع تتبع بالأقمار الصناعية لفهم أنماط الهجرة بدقة.

## أهمية بيئية
تلعب الطيور المهاجرة دورًا مهمًا في النظام البيئي، مثل:
- نقل حبوب اللقاح والبذور.
- المساهمة في السيطرة على أعداد الحشرات.
- العمل كمؤشرات حيوية لصحة البيئات الطبيعية.